# سيدة شبه الجزيرة العربية

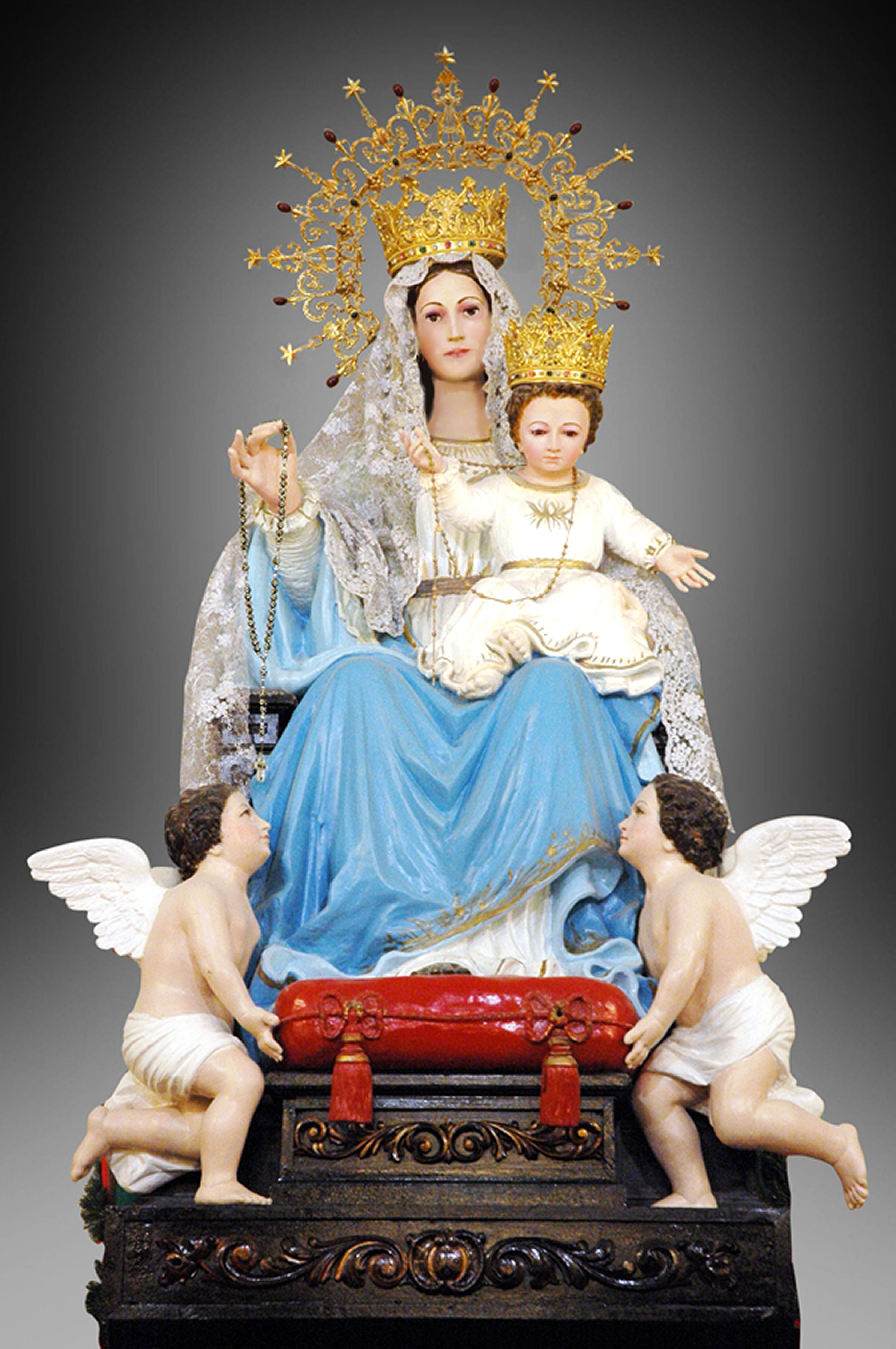
تمثال سيدة شبه الجزيرة العربيّة في كنيسة الأحمدي الكاثوليكيَّة، الكويت.

سيدة شبه الجزيرة العربية هو لقب كاثوليكي لمريم العذراء مبجل من قبل المؤمنين المسيحيين في الكويت والبحرين. وهي راعية النيابة الرسولية لشمال شبه الجزيرة العربية. المعبد الرئيسي لسيدة شبه الجزيرة العربية هي «كنيسة سيدة الجزيرة العربية» في مدينة الأحمدي والتي بنيت عام 1948.
أذن البابا يوحنا الثالث والعشرون على اللقب ووقع في 25 مارس 1960 مع المندوب بالبابوي الكاردينال فاليريان غراسياس. في عام 2011، وافق البابا بنديكتوس السادس عشر على إطلاق اللقب المريمي كراعية رئيسية للنيابة الرسولية لشمال شبه الجزيرة العربية.
تأسست النيابة الرسولية لشمال شبه الجزيرة العربية عام 1953 في الكويت، وفي أغسطس 2012، وكان مقرها في كاتدرائية سيدة شبه الجزيرة العرببية في في مدينة الأحمدي. الأ أنه تقرر نقل مقر النيابة من الكويت إلى البحرين بسبب أن البحرين هي الأقرب إلى المملكة العربية السعودية، حيث معظم الناس العاديين في النيابة يعيشون فيها. وهناك سبب آخر لنقل أن البحرين لديها سياسة التأشيرات أكثر تساهلاً.
أنشئت كاتدرائية سيدة العرب في البحرين، على اسم سيدة شبه الجزيرة العربية بهدف إيجاد مقر دائم للكنيسة ومكان لمساندة الكاثوليك القادمين إلى تلك المنطقة.